# 子ども議会
子ども議会（こどもぎかい）は小学校等の児童や中学校、高等学校等の生徒を対象にして行なわれる地方公共団体の模擬議会である。

## 概要
地方議会における子ども議会の開催については一般的に1980年代から見られるようになるものの、各自治体等の記念行事として実施されるケースが多く占めていた。しかし、1994年に政府が児童の権利に関する条約を批准し、第12条の意思表明権実現の機会を提供するため全国の地方議会で子ども議会が開催されるようになっていき、一部の議会では継続的に実施されるようになる。子ども議会の実施形態や審議内容等については実施する議会で違いはあるものの、議会・行政の意義やしくみを理解してもらうことを目的に、まちづくりや教育行政など児童生徒に身近なテーマについて一般質問形式で首長や教育委員会に質問・提案するといった形が多く見られる。

## 開催状況
子ども議会の開催状況は市議会で133議会（2010年現在）、町村議会で122議会（2010年現在）である。また、都道府県議会も少数ではあるが実施しているところがある。

## 台東区子供議会
太平洋戦争終結の数年後(1949年)台東区では子供議会が開催されており、当時上野動物園では戦時猛獣処分で象がいなかったことから象を見たいという要望が決議される。そのことが後に国を動かしてインドのジャワハルラール・ネルー首相まで声が届き、結果インド象「インディラ」を上野動物園に贈ってもらったという歴史がある。